# Schroef-romp-interactie
Schroef-romp-interactie is het effect dat optreedt bij een schroef in combinatie met een schip. Het rendement van een schroef wordt beïnvloed door deze wisselwerking. De voortstuwingscoëfficiënt ηD is een coëfficiënt om dit in uit te drukken.
Het rendement van een vrijvarende schroef — dat wil zeggen zonder schip, zoals getest wordt in een cavitatietunnel — is het open-waterschroefrendement ηo. Het kan voorkomen dat de voortstuwingscoëfficiënt groter is dan het open-waterschroefrendement. Achter een schip zijn er drie oorzaken die dit rendement beïnvloeden:
1. volgstroom,
2. zog,
3. turbulentie, roer, ongelijkmatig stromingsveld.

## Volgstroom
Volgstroom is de grenslaag die ontstaat bij een varend schip doordat het water door huidwrijving en scheepsvorm een voorwaartse snelheid krijgt. In het vlak van de schroef ontstaat daardoor een lagere snelheid dan de vaart van het schip. Daarnaast wordt er door het varen een golf opgewekt waarvan de golftop een voorwaartse snelheid heeft en een golfdal een achterwaartse snelheid. Bij langzame schepen bevindt zich bij het achterschip een golftop, bij snelle schepen een golfdal.
De relatieve snelheidsvermindering is het volgstroomgetal w:
Froude: {\displaystyle w={\frac {V-V_{A}}{V_{a}}}}
Taylor: {\displaystyle w={\frac {V-V_{A}}{V}}}
waarbij V de vaart door het water is van het schip en VA de aanstroomsnelheid of translatiesnelheid van de schroef is. Over het algemeen wordt het volgstroomgetal volgens Taylor gebruikt.
Met onder andere het volgstroomgetal wordt de voortstuwingscoëfficiënt bepaald.
Volgens David W. Taylor geldt bij benadering:
voor enkelschroevers: {\displaystyle w=-0,05+0,5\cdot C_{B}}

voor dubbelschroevers: {\displaystyle w=-0,20+0,55\cdot C_{B}}
waarbij CB de blokcoëfficiënt is.

## Zog
Bij constante snelheid zouden de stuwkracht {\displaystyle T} en de scheepsweerstand {\displaystyle R_{T}}  met elkaar in evenwicht moeten zijn. De werking van de schroef veroorzaakt ter plaatse echter een hogere snelheid, wat zorgt voor een hogere wrijvingsweerstand en drukverlaging bij het achterschip. Deze weerstandsverhoging dR ten opzichte van de stuwkracht en de scheepsweerstand wordt het zoggetal {\displaystyle t} genoemd:
{\displaystyle t={\frac {dR}{T}}={\frac {T-R_{T}}{T}}}

## Turbulentie
Door turbulentie, de aanwezigheid van het roer en het ongelijkmatige stromingsveld ondervinden de schroefbladen een andere aanstroming dan vrijvarend. Dit heeft effect op de geleverde stuwkracht. Het daarbij geleverde askoppel Q0 is daarbij over het algemeen niet gelijk aan het benodigde askoppel Q. Dit wordt uitgedrukt met de overgangscoëfficiënt.

## Voortstuwingscoëfficiënt
De voortstuwingscoëfficiënt (quasi-propulsive efficiency) ηD is:
{\displaystyle \eta _{D}={\frac {P_{E}}{P_{D}}}=\eta _{0}\cdot \eta _{H}\cdot \eta _{R}}
waarbij:
{\displaystyle \eta _{0}={\frac {P_{T}}{P_{D}}}={\frac {T\cdot V_{A}}{2\cdot \pi \cdot Q_{0}\cdot n}}} open-waterschroefrendement (propeller efficiency)
{\displaystyle \eta _{H}={\frac {P_{E}}{P_{T}}}={\frac {1-t}{1-w}}} invloedscoëfficiënt (hull efficiency)
{\displaystyle \eta _{R}={\frac {\eta _{B}}{\eta _{0}}}={\frac {Q_{0}}{Q}}} overgangscoëfficiënt (relative rotative efficiency)
Over het algemeen ligt de voortstuwingscoëfficiënt hoger dan het open-waterschroefrendement, hoewel dit bij dubbelschroevers lager ligt, doordat de schroeven deels buiten de volgstroom liggen.
ηH:
enkelschroever ≈ 1,00 ~ 1,25
dubbelschroever ≈ 0,98 ~ 1,05
ηR ≈ 0,99 ~ 1,05